# شعب غزال (النادرة)
شعب غزال هي إحدى قرى عزلة شخب بمديرية النادرة التابعة لمحافظة إب، بلغ تعداد سكانها 254 نسمة حسب تعداد اليمن لعام 2004.